# علي بكر
علي بكر (18 نوفمبر 1947 بماليزيا - 9 أغسطس 2003) هو لاعب كرة قدم ماليزي في مركز الهجوم، شارك في الألعاب الأولمبية الصيفية 1972. وشارك مع منتخب ماليزيا لكرة القدم. أما مع النوادي، فقد لعب مع نادي بينانق. توفي في الملعب

## وصلات خارجية
- علي بكر على موقع عالم كرة القدم.نت (الإنجليزية)
- علي بكر على موقع أوليمبيديا (الإنجليزية)